# Unitile
Groupe d’entreprises Unitile est un groupe russe d’entreprises spécialisées dans la production et distribution des plaques d’habillage pour façades, carreaux de porcelaine, éléments décoratifs et briques. La société holding fut créée en 2007 sur un site appartenant à l’usine “Stroyfarfor” - à l’époque le plus grand fabricant de carreaux.   

## Historique
Au début des années deux mille, l’économie de la Russie a bénéficié d’une croissance rapide des volumes de construction. Selon les données du Service fédéral de statistiques, le taux de croissance annuel moyen dans l’industrie de construction nationale était au niveau de 10-14% sur la période de 2003-2008. En même temps le marché des plaques d’habillage pour façades et carreaux de porcelaine a augmenté à un rythme de 20-25% par an pendant la même période. Cela s’explique par le fait qu’on les utilisait largement afin de remplacer des technologies obsolètes, comme les peintures à la base d’eau.  
En 2007 Lazar Shaulov a fusionné toutes ses entreprises dans la société holding Unitile : l’usine Stroyfarfor (à Chakhty), la mine d’argile à haut point de fusion à Vladimiriskaia (Oblast de Rostov), l’usine de céramique à Voronej, l’usine “Quartz” à Saint-Pétersbourg, la briqueterie Markin (Raïon Oktiabrski de l’Oblast de Rostov). À l’époque de sa fondation, le groupe d’entreprise contrôlait à peu près 25% du marché national des plaques d’habillage et carreaux.
Selon les informations publiées sur le site officiel de Unitile, le volume total des plaques d’habillage et carreaux produits par les entreprises du groupe atteint 26 millions de mètres carrés. L’atout principal du groupe est l’usine des carreaux à Chakhty dont la production annuelle est 17,6 millions de mètres carrés; le niveau de production de l’usine à Voronej est de 8,4 millions de mètres carrés de plaques et carreaux par an. En 2018 la société de conseil IndexBox a estimé la valeur de ce marché en Russie à 200 millions de mètres carrés et la production nationale totale de ces produits a atteint 172 millions de mètres carrés,.  

### Chronologie
- 1954 - fondation de l’usine de céramique à Voronej. Capacité de production: 1,18 million de mètres carrés par an.

- 1964 - l’ouverture de la faïencerie à Chakhty [4].
- 1978 - l’ouverture de la production des carreaux à l’usine de Chakhty.
- 1993 - le début des opérations minières par la mine d’argile à haut point de fusion à Vladimiriskaia.
- 1998 - des améliorations au niveau de la fabrication : modernisation d’équipement, démarrage de nouvelles lignes de productions.
- 1999 - deux filiales régionales fondées dans les villes de Rostov-sur-le-Don et Novossibirsk.
- 2005 - le début de la production du nouveau produit - les tuiles de céramique et porcelaine.
- 2006 - la faïencerie à Chakhty commence à fabriquer les mortiers secs [5].
- 2007 - le groupe d’entreprises Unitile («Юнитайл») établi.
- 2009 - l’introduction de la marque ‘’’Unitile’’’ sur le marché.
- 2012 - le début des opérations minières à Fedorovskoie (gisement d’argile blanche).
- 2013 - l’introduction de la nouvelle marque Gracia Ceramica [6].

## Direction

### Présidents
- Lazar Shaulov: fondateur, 2007–2014
- Andrey Fradkin (2014–2015)
- Ruslan Nikitin (2016–2018)
- Evgeniy Fedorov (2018-2019)[1]
- Artem Polyakov (depuis 2019)

## Organisation
Le groupe d’entreprises comprend trois sites de production en Russie, deux sociétés spécialisées dans l’exploitation minière et traitement des matières premières, et un réseau des bureaux de vente en Russie et dans les pays CEI, les complexes d’entreposage et un centre logistique .